# Crocidura phanluongi
Crocidura phanluongi — вид ссавців родини Мідицеві (Soricidae). Цей вид описали Дженкінс, Абрамов, Рожнов і Олссон у 2010 році. Був вперше виявлений у 2006 році в Національному парку Вірачей (Північно-Східна Камбоджа), та у 2007 році були знахідки у трьох місцях на півдні В'єтнаму. Названий на честь в'єтнамського біолога Фан Ліонга.

## Опис
Довжина тіла сягає 54–66 мм і хвоста — 40–48 мм.